# Roederiodes gerecki
Roederiodes gerecki is een vliegensoort uit de familie van de dansvliegen (Empididae). De wetenschappelijke naam van de soort is voor het eerst geldig gepubliceerd in 1993 door Wagner & Horvat.